# Den farliga leken (film, 1930)
Den farliga leken är en svensk dramafilm från 1930 i regi av Gustaf Bergman.
Filmen premiärvisades 26 december 1930 i Stockholm och Göteborg. Filmen spelades in vid Les Studios Paramount i Joinville utanför Paris. Som förlaga har man en komedi av Alfred Sutro, The Laughing Lady, som hade premiär i London  1922. Ytterligare en film med titeln Den farliga leken spelades in i regi av Weyler Hildebrand 1933 där endast titeln är gemansam med denna film, se Den farliga leken (film, 1933)

## Rollista i urval
- Jenny Hasselquist – Ellen Brenton
- Ragnar Widestedt – George Farland, advokat
- Elsa Wallin – Alice
- Rune Carlsten – Harry Brenton
- Georg Blomstedt – Mr. Playgate
- Olga Andersson – Mrs. Playgate
- Agnes Petersen – Mary Powell
- Georg Skarstedt – Al Brown
- Stellan Windrow – Bob Dugan
- Maja Nousset – Mrs. Carlton
- Ragna Broo-Juter – Rose
- Baby June Storm – Nelly Brenton